# فیلیپوپولیس (تراکیا)
فیلیپوپولیس یا پولپودوا (به یونانی باستان: Φιλιππούπολις , Φιλιππόπολις) یکی از نام‌های شهری باستانی است که امروزه در پلوودیو واقع شده است. این شهر یکی از بزرگ‌ترین و مهم‌ترین شهرها در منطقه بود و لوسیان آن را «بزرگترین و زیباترین شهرها» نامید. در طول بیشتر تاریخ ثبت شده خود، پس از فیلیپ دوم مقدونیه این شهر با نام فیلیپوپولیس (یونانی باستان: Φιλιππούπολις، ت. «Philippoúpolis») نامیده می‌شد. فیلیپوپولیس بخشی از امپراتوری روم و مرکز استان روم تراکیا شد. به گفته آمیانوس مارسلینوس، فیلیپوپولیس در دوره روم ۱۰۰۰۰۰ نفر جمعیت داشت.
فیلیپوپولیس در منطقه ای حاصلخیز در سواحل رودخانه ماریتسا (هبروس باستان) قرار داشت. این شهر از نظر تاریخی بر روی هفت تپه سینیت توسعه یافته است که برخی از آنها ۲۵۰ متر (۸۲۰ فوت) ارتفاع دارند، به همین دلیل پلوودیو اغلب در بلغارستان به عنوان «شهر هفت تپه» نامیده می‌شود.